# Vòng tuần hoàn nước

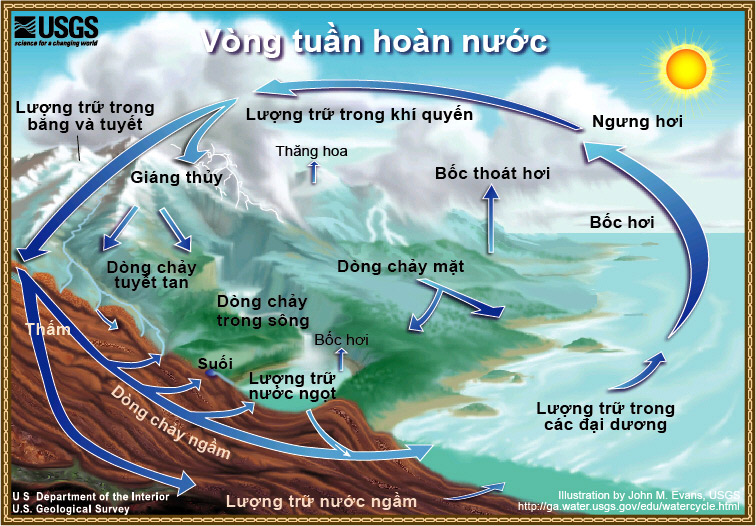
Sơ đồ vòng tuần hoàn nước, do Cục Địa chất Hoa Kỳ vẽ

Vòng tuần hoàn nước là sự tồn tại và vận động của nước trên mặt đất, trong lòng đất và trong bầu khí quyển của Trái Đất. Nước Trái Đất luôn vận động và chuyển từ trạng thái này sang trạng thái khác, từ thể lỏng sang thể hơi rồi thể rắn và ngược lại. Vòng tuần hoàn nước đã và đang diễn ra từ hàng tỉ năm và tất cả sự sống trên Trái Đất đều phụ thuộc vào nó.
Chu trình nước liên quan đến việc trao đổi năng lượng, dẫn đến thay đổi nhiệt độ. Khi nước bay hơi, nó sẽ lấy năng lượng từ môi trường xung quanh và làm mát môi trường. Khi nó ngưng tụ, nó giải phóng năng lượng và làm nóng môi trường. Sự trao đổi nhiệt ảnh hưởng đến khí hậu.
Giai đoạn bay hơi của chu trình làm sạch nước, sau đó bổ sung nước ngọt cho đất. Dòng chảy của nước lỏng và băng vận chuyển khoáng chất trên toàn cầu. Nó cũng tham gia vào việc định hình lại các đặc điểm địa chất của Trái Đất, thông qua các quá trình bao gồm xói mòn và bồi lắng. Vòng tuần hoàn nước cũng rất cần thiết để duy trì hầu hết sự sống và hệ sinh thái trên hành tinh.

## Sơ lược
Vòng tuần hoàn nước không có điểm bắt đầu nhưng chúng ta có thể bắt đầu từ các đại dương. Mặt Trời điều khiển vòng tuần hoàn nước bằng việc làm nóng nước trên những đại dương, làm bốc hơi nước vào trong không khí. Những dòng khí bốc lên đem theo hơi nước vào trong khí quyển, gặp nơi có nhiệt độ thấp hơn hơi nước bị ngưng tụ thành những đám mây. Những dòng không khí di chuyển những đám mây khắp toàn cầu, những phân tử mây va chạm vào nhau, kết hợp với nhau, gia tăng kích cỡ và rơi xuống thành giáng thủy (mưa). Giáng thủy dưới dạng tuyết được tích lại thành những núi tuyết và băng hà có thể giữ nước đóng băng hàng nghìn năm. Trong những vùng khí hậu ấm áp hơn, khi mùa xuân đến, tuyết tan và chảy thành dòng trên mặt đất, đôi khi tạo thành lũ. Phần lớn lượng giáng thủy rơi trên các đại dương; hoặc rơi trên mặt đất và nhờ trọng lực trở thành dòng chảy mặt. Một phần dòng chảy mặt chảy vào trong sông theo những thung lũng sông trong khu vực, với dòng chảy chính trong sông chảy ra đại dương. Dòng chảy mặt, và nước thấm được tích luỹ và được trữ trong những hồ nước ngọt. Mặc dù vậy, không phải tất cả dòng chảy mặt đều chảy vào các sông. Một lượng lớn nước thấm xuống dưới đất. Một lượng nhỏ nước được giữ lại ở lớp đất sát mặt và được thấm ngược trở lại vào đại dương dưới dạng dòng chảy ngầm. Một phần nước ngầm chảy ra thành các dòng suối nước ngọt. Nước ngầm tầng nông được rễ cây hấp thụ rồi thoát hơi qua lá cây.

## Thành phần
Trong những thời kỳ khí hậu lạnh hơn nhiều đỉnh núi băng và những dòng sông băng được hình thành, một lượng nước Trái Đất khá lớn được tích lại dưới dạng băng làm giảm bớt lượng nước trong những thành phần khác của vòng tuần hoàn nước. Điều này thì ngược lại trong thời kỳ ấm. Cuối thời kỳ băng hà những sông băng bao phủ 1/3 bề mặt Trái Đất, và mực nước các đại dương thì thấp hơn ngày nay khoảng 122 m (400 feet). Cách đây khoảng 3 triệu năm, khi Trái Đất ấm hơn, mực nước của các đại dương có thể đã cao hơn hiện nay khoảng 50 m (165 feet).
Có những dòng chảy trong đại dương di chuyển một khối lượng lớn nước khắp thế giới. Những sự di chuyển này có ảnh hưởng lớn đến vòng tuần hoàn nước và khí hậu. Dòng Gulf Stream được biết đến nhiều như là một dòng biển nóng trong vùng Đại Tây Dương, vận chuyển nước từ vùng Vịnh Mexico ngang qua Đại Tây Dương hướng đến nước Anh. Với tốc độ 60 dặm (97 km) một ngày, dòng Gulf Stream đem theo một lượng nước nhiều bằng 100 lần tất cả các sông trên Trái Đất. Xuất phát từ những vùng khí hậu ấm, dòng Gulf mang theo nước ấm hơn đến Bắc Đại Tây Dương, làm ảnh hưởng đến khí hậu của một vài vùng, như phía tây nước Anh.

### Bốc hơi
Bốc hơi nước là một quá trình nước chuyển từ thể lỏng sang thể hơi hoặc khí. Bốc hơi nước là đoạn đường đầu tiên trong vòng tuần hoàn mà nước chuyển từ thể lỏng thành hơi nước trong khí quyển. Nhiều nghiên cứu cho thấy rằng các đại dương, biển, hồ và sông cung cấp gần 90% độ ẩm của khí quyển qua bốc hơi, với 10% còn lại do thoát hơi của cây.
Nhiệt (năng lượng) là nhân tố cần thiết cho bốc hơi xuất hiện. Năm tại điểm đóng băng. Khi độ ẩm tương đối không khí đạt 100%, tức là ở trạng thái bão hoà hơi nước, bốc hơi không thể tiếp tục diễn ra. Quá trình bốc hơi nước tiêu thụ nhiệt năng từ môi trường, đó là nguyên nhân tại sao nước bốc hơi từ da làm bạn mát.
Bốc hơi nước từ các đại dương là cách chính để nước được luân chuyển vào trong khí quyển. Diện tích rất lớn của các đại dương (trên 70% diện tích bề mặt của Trái Đất được bao phủ bởi các đại dương) cung cấp những cơ hội lớn cho quá trình bốc hơi diễn ra. Trên phạm vi toàn cầu lượng nước bốc hơi cũng bằng với lượng giáng thủy. Mặc dù vậy, tỉ lệ giữa lượng nước bốc hơi và lượng giáng thủy biến đổi theo vùng địa lý. Thông thường trên các đại dương lượng bốc hơi nhiều hơn lượng giáng thủy, trong khi đó trên mặt đất, lượng giáng thủy vượt quá lượng bốc hơi. Phần lớn lượng nước bốc hơi từ các đại dương rơi ngay trên đại dương qua quá trình giáng thủy. Chỉ khoảng 10% của nước bốc hơi từ các đại dương được vận chuyển vào đất liền và rơi xuống thành giáng thủy. Khi bốc hơi, một phân tử nước tồn tại trong khí quyển khoảng 10 ngày.

### Nước khí quyển
Mặc dù khí quyển không là kho chứa khổng lồ của nước, nhưng nó là một "siêu xa lộ" để luân chuyển nước khắp toàn cầu. Trong khí quyển luôn luôn có nước: những đám mây là một dạng nhìn thấy được của nước khí quyển, nhưng thậm chí trong không khí trong cũng chứa đựng nước - những phần tử nước này quá nhỏ để có thể nhìn thấy được. Thể tích nước trong khí quyển tại bất kỳ thời điểm nào vào khoảng 12.900 km³. Nếu tất cả lượng nước khí quyển rơi xuống cùng một lúc, nó có thể bao phủ khắp bề mặt Trái Đất với độ dày 2,5 cm.
Sự ngưng tụ hơi nước là quá trình hơi nước trong không khí được chuyển sang thể nước lỏng. Ngưng tụ hơi nước rất quan trọng đối với chu trình tuần hoàn nước bởi vì nó hình thành nên các đám mây. Những đám mây này có thể tạo ra mưa, nó là cách chính để nước quay trở lại Trái Đất. Ngưng tụ hơi nước là quá trình ngược với bốc hơi nước.
Sự ngưng tụ hơi nước cũng là nguyên nhân của hiện tượng sương, hoặc nước trên mắt kính khi ta đi từ một phòng lạnh đi ra ngoài trong một ngày nóng, ẩm ướt, còn trong một ngày lạnh nước có thể nhỏ giọt bên ngoài cốc uống nước hay có nước ở phía bên trong cửa sổ.

### Sự ngưng tụ hơi nước
Thậm chí trên những bầu trời trong xanh không một gợn mây, thì nước vẫn tồn tại dưới hình thức hơi nước và những giọt nước li ti không thể nhìn thấy được. Những phân tử nước kết hợp với những phân tử nhỏ bé của bụi, muối, khói trong khí quyển để hình thành nên các hạt nhân mây (giọt mây nhỏ, đám mây nhỏ), nó gia tăng khối lượng và phát triển thành những đám mây. Khi những giọt nước kết hợp với nhau, gia tăng về kích thước, những đám mây có thể phát triển và mưa có thể xảy ra.
Các đám mây hình thành trong khí quyển do không khí chứa hơi nước bốc lên cao và lạnh đi. Phần quan trọng của quá trình này là không khí sát mặt đất ấm lên do bức xạ mặt trời. Nguyên nhân lớp khí quyển phía bên trên mặt đất lạnh đi là do áp lực không khí. Không khí có trọng lượng và tại mực nước biển trọng lượng của một cột không khí nén xuống trên đầu bạn khoảng 32 kg trên mỗi inch vuông, áp lực này, được gọi là khí áp, nó là kết quả của mật độ không khí trong cột không khí phía trên. Càng lên cao càng ít không khí phía bên trên, và vì thế càng ít áp lực. Khí áp thấp hơn và mật độ không khí giảm theo độ cao. Điều này làm cho không khí trở nên lạnh hơn.

### Giáng thủy

Lượng giáng thủy trung bình hàng năm theo mm và inch trên thế giới. Vùng màu xanh nhạt là sa mạc.

Giáng thủy là nước thoát ra khỏi những đám mây dưới các dạng mưa, mưa tuyết, mưa đá, tuyết. Nó là cách chính để nước khí quyển quay trở lại Trái Đất. Phần lớn lượng giáng thủy là mưa.
Các hạt mưa hình thành như thế nào?
Những đám mây trên bầu trời chứa hơi nước và những hạt nhân mây nhỏ, các hạt nhân mây này quá nhỏ để có thể rơi xuống thành mưa, nhưng nó cũng đủ lớn để hình thành nên các đám mây có thể nhìn thấy được. Nước vẫn tiếp tục bốc hơi và ngưng tụ hơi nước trong bầu trời. Nếu nhìn gần một đám mây, ta có thể nhìn thấy những phần đang biến mất (đang bốc hơi) trong khi những phần khác đang phát triển (ngưng tụ). Phần lớn lượng nước được ngưng tụ trong các đám mây không rơi xuống thành giáng thủy. Vì để giáng thủy xảy ra, trước tiên những giọt nước nhỏ phải được ngưng tụ. Những phân tử nước có thể kết hợp với nhau thành những giọt nước lớn hơn và đủ nặng để rơi thành mưa. Cần tới hàng triệu hạt mây để hình thành chỉ một hạt mưa nhỏ.
Lượng giáng thủy phân bố không đều trên thế giới, trong một nước hoặc thậm chí trong một thành phố. Ví dụ, tại Atlanta, Georgia, Mỹ, một trận mưa giông mùa hè có thể sản sinh ra một lớp nước mưa dày 2,5 cm hoặc nhiều hơn trên một con đường, trong khi đó ở một vùng khác cách đó vài km thì vẫn khô ráo. Nhưng, tổng lượng mưa một tháng tại Georgia thường nhiều hơn tổng lượng mưa năm tại Las Vegas, Nevada. Kỷ lục thế giới về lượng mưa năm trung bình thuộc về Đỉnh Waialeale, Hawaii với lượng mưa trung bình là 1.140 cm. Đặc biệt, tại Arica là 1.630 cm trong mười hai tháng (nghĩa là gần 5 cm mỗi ngày). Tương phản với lượng nước mưa dồi dào tại Arica, ở Chile đã từng không có mưa trong 14 năm.

### Nước băng và tuyết
Nước được giữ lâu dài trong băng, tuyết, và các sông băng là một thành phần của vòng tuần hoàn nước toàn cầu. Vùng Nam cực chiếm 90% tổng lượng băng của Trái Đất, các đỉnh núi băng ở Greenland chiếm 10% tổng lượng băng toàn cầu.
Băng và sông băng đến và đi
Trên phạm vi toàn cầu, khí hậu luôn luôn thay đổi một cách chậm chạp mà con người khó nhận biết. Đã từng có những thời kỳ ấm thuộc kỷ khủng long cách đây 100 triệu năm, và những thời kỳ lạnh, như kỷ băng hà cuối cùng cách đây 20.000 năm. Trong kỷ băng hà cuối cùng này nhiều nơi của bắc bán cầu bị bao phủ trong băng và những dòng sông băng. Gần hết Canada, nhiều vùng phía Bắc châu Á và châu Âu, một vài vùng ở nước Mỹ cũng bị những dòng sông băng bao phủ.
Bản đồ thế giới trình bày những vùng sông băng tồn tại cách đây 20.000 năm
Một vài sự thật về các dòng sông băng và những đỉnh núi băng
- Băng hà bao phủ 10 - 11% lục địa Trái Đất
- Nếu tất cả băng hà tan chảy ngày nay, mực nước biển sẽ tăng lên khoảng 70 m (nguồn: Trung tâm Tư liệu Băng và Tuyết Quốc gia)
- Trong kỷ băng hà cuối cùng, mực nước biển thấp hơn ngày nay khoảng 122 m, và những dòng sông băng bao phủ gần 1/3 lục địa Trái Đất.
- Trong thời kỳ ấm cuối cùng, cách đây 125.000 năm, mực nước biển cao hơn ngày nay khoảng 5,5 m. Khoảng 3 triệu năm trước đây nước biển có thể đã cao đến hơn 50,3 m.

### Dòng chảy tuyết tan
Trên toàn bộ thế giới dòng chảy tuyết là phần chính của sự luân chuyển nước toàn cầu. Trong thời kỳ mùa xuân ở những vùng khí hậu lạnh hơn, nhiều dòng chảy mặt và dòng chảy sông ngòi xuất phát từ tuyết và băng. Bên cạnh việc gây ra lũ lụt, tuyết tan nhanh có thể gây ra sạt lở đất và dòng chảy bùn đá.
Để hiểu được dòng tuyết tan ảnh hưởng như thế nào đến dòng chảy sông ngòi có thể dựa vào biểu đồ đường quá trình lưu lượng trung bình ngày trong 4 năm của sông North Fork American tại đập North Fork ở California. Các đỉnh cao trong biểu đồ phần lớn là do dòng tuyết tan. So sánh các giá trị nhận thấy dòng chảy ngày trung bình nhỏ nhất trong tháng 3/2000 là 1.200 feet khối trên giây, trong khi đó lưu lượng trong tháng 8 là 55 – 75 feet khối trên giây.
Dòng chảy từ tuyết tan biến đổi theo mùa và theo năm. So sánh các đỉnh lũ giữa trận lũ lớn trong năm 2000 và trận lũ nhỏ hơn nhiều trong năm 2001, giống như có một trận hạn hán lớn ảnh hưởng đến California trong năm 2001. Nhưng sự thiếu hụt nước là do nước được trữ trong băng vào mùa đông ảnh hưởng đến tổng lượng nước các tháng còn lại của năm. Sự thiếu hụt nước cũng ảnh hưởng đến lượng nước trong các hồ tại hạ lưu, và sự thiếu hụt nước ở các hồ lại ảnh hưởng đến lượng nước tưới và nước cấp thành phố.

### Dòng chảy mặt
Nhiều người chỉ nghĩ đơn giản rằng mưa rơi, chảy tràn trên mặt đất (dòng chảy mặt) và chảy vào sông, sau đó đổ ra các đại dương. Đó là sự đơn giản hoá, bởi vì các sông còn nhận và mất nước do thấm. Tuy nhiên, lượng lớn nước trong sông là do dòng chảy trực tiếp trên mặt đất cung cấp và được định nghĩa là dòng chảy mặt.
Thông thường, một phần nước mưa rơi thấm ngay vào đất, nhưng khi đất đạt tới trạng thái bão hoà hay không thấm, thì bắt đầu chảy theo sườn dốc thành dòng chảy. Trong một trận mưa lớn, bạn có thể nhìn thấy các dòng nước nhỏ chảy xuôi sườn dốc. Nước sẽ chảy theo những kênh trên mặt đất trước khi chảy vào trong các sông lớn. Hình vẽ biểu diễn dòng chảy mặt (dòng chảy ra từ con đường) chảy vào một con lạch nhỏ như thế nào. Trong trường hợp này dòng chảy mặt chảy trên những vùng đất trống và lắng đọng bùn cát vào trong sông (không tốt cho chất lượng nước). Dòng chảy mặt chảy vào sông, lại bắt đầu hành trình quay trở về đại dương.
Cũng giống như tất cả các thành phần khác trong vòng tuần hoàn nước, quan hệ giữa mưa và dòng chảy cũng biến đổi theo thời gian và không gian. Những trận mưa tương tự nhau xuất hiện trong vùng rừng rậm Amazon và trong vùng sa mạc tây bắc nước Mỹ sẽ sản sinh những dòng chảy mặt khác nhau. Dòng chảy mặt bị chi phối bởi các nhân tố khí tượng địa vật lý và địa hình. Chỉ khoảng 1/3 lượng nước mưa rơi trên bề mặt đất chảy vào sông suối và quay trở lại đại dương. 2/3 còn lại bị bốc thoát hơi hoặc thấm vào nước ngầm. Con người thường sử dụng nước cho các mục đích khác nhau từ dòng chảy nước mặt.

### Dòng chảy sông ngòi
Cục Địa chất Mỹ định nghĩa "dòng chảy" là lượng nước chảy trong sông, suối, hoặc lạch nước.
Sông ngòi rất quan trong không chỉ đối với con người mà đối với cuộc sống khắp mọi nơi. Sông ngòi không chỉ là một nơi rộng lớn cho con người và những con vật của họ hoạt động, con người còn sử dụng nước sông cho nhu cầu nước uống và nước tưới, sản xuất ra điện, làm sạch chất thải (xử lý nước thải), giao thông thủy, và kiếm thức ăn. Sông ngòi còn là môi trường sống chính cho tất cả các loài động và thực vật nước. Sông ngòi bổ sung cho tầng ngậm nước ngầm dưới mặt đất qua lòng sông, và tất nhiên cả đại dương.
Một điều rất quan trọng khi nghiên cứu về sông ngòi là phải xem xét các lưu vực sông. Lưu vực sông là gì? Nếu bạn đang đứng trên mặt đất ngay bây giờ, hãy nhìn xuống. Bạn và tất cả mọi người đang đứng trên một lưu vực sông. Một lưu vực sông là vùng mà tại đó tất cả nước rơi và tiêu thoát chảy theo cùng một dòng. Lưu vực sông có thể chỉ nhỏ bằng một vết chân trên bùn hoặc đủ rộng để bao phủ toàn bộ vùng thoát nước vào trong sông Mississippi ở đó nước chảy vào Vịnh Mexico. Các lưu vực nhỏ hơn được chứa trong những lưu vực lớn hơn. Các lưu vực sông rất quan trọng vì dòng chảy và chất lượng nước của một con sông chịu tác động của nhiều thứ, có ảnh hưởng của con người hay không có ảnh hưởng của con người, xuất hiện trong những vùng phía trên mặt cắt cửa ra của lưu vực.
Dòng chảy sông ngòi luôn luôn biến đổi
Dòng chảy sông ngòi luôn thay đổi từng ngày thậm chí từng phút. Tất nhiên, mưa tác động chính tới dòng chảy trên các lưu vực. Mưa rơi làm tăng mực nước sông, và mực nước sông có thể tăng ngay cả khi mưa ở rất xa trên lưu vực sông. Ghi nhớ rằng nước mưa rơi trên lưu vực cuối cùng phải chảy ra ở mặt cắt cuối lưu vực. Độ lớn của sông phụ thuộc vào độ lớn của lưu vực. Sông lớn có lưu vực sông rộng, sông nhỏ có lưu vực sông nhỏ hơn. Tương tự như vậy, sông có kích thước khác nhau tác động khác nhau lượng mưa rơi. Trong các sông lớn mực nước lên xuống chậm hơn các sông nhỏ. Trong lưu vực nhỏ, mực nước sông có thể lên xuống tính theo phút và giờ. Những sông rộng có thể mất vài ngày để biến đổi mực nước lên xuống và thời gian lũ lên có thể kéo dài vài ngày.

### Lượng trữ nước ngọt
Nước ngọt trên mặt đất, một thành phần của chu trình nước, yếu tố cần thiết cho mọi sự sống trên Trái Đất. Nước mặt bao gồm nước trong các dòng sông, ao, hồ, hồ nhân tạo, và các đầm lầy nước ngọt.
Lượng nước trong các sông và hồ luôn luôn thay đổi phụ thuộc vào lưu lượng vào và ra. Dòng chảy vào từ mưa, dòng chảy tràn trên mặt đất, lượng nước ngầm dưới đất, và lượng nước gia nhập từ các sông nhánh. Dòng chảy ra khỏi các hồ và sông bao gồm lượng bốc hơi và dung tích nước bổ sung cho nước ngầm. Con người cũng sử dụng nước mặt cho các nhu cầu thiết yếu của mình. Lượng và vị trí của nước mặt thay đổi theo thời gian và không gian, một cách tự nhiên hay dưới sự tác động của con người.
Nước mặt duy trì sự sống
Trong vùng châu thổ sông Nile ở Ai Cập, cuộc sống có thể sinh sôi tại những vùng sa mạc nếu được cung cấp đủ lượng nước (mặt hoặc ngầm). Nước trên mặt đất thực sự giúp duy trì cuộc sống. Nước ngầm tồn tại thông qua sự di chuyển của nước mặt vào trong tầng nước ngầm dưới mặt đất. Nước ngọt trên bề mặt Trái Đất tương đối khan hiếm. Chỉ khoảng 3% của tổng lượng nước Trái Đất là nước ngọt, các hồ nước ngọt và các đầm (nước) ngọt chiếm 0,29% tổng lượng nước ngọt trên Trái Đất, hồ BaiKal ở châu Á chiếm 20% tổng lượng nước ngọt trên Trái Đất, Hồ Lớn (Huron, MichiGan, và Superior) cũng chiếm 20% tổng lượng nước ngọt trên Trái Đất. Các sông chỉ chiếm khoảng 0,006% tổng lượng nước ngọt trên Trái Đất. Ta có thể nhận thấy rằng nước ngọt, yếu tố cần thiết cho sự tồn tại cuộc sống trên Trái Đất, chỉ chiếm một phần cực nhỏ "một giọt nước trong biển cả mênh mông" của tổng lượng nước trên Trái Đất.

### Thấm
Bất cứ nơi nào trên thế giới, một phần lượng nước mưa và tuyết đều thấm xuống lớp đất và đá dưới bề mặt. Lượng thấm bao nhiêu phụ thuộc vào một số các nhân tố. Trên đỉnh băng của Greenland lượng nước mưa thấm xuống là rất nhỏ, ngược lại, một dòng sông chảy vào trong hang động ở vùng Georgia, Mỹ, cho thấy sông cũng có thể chảy trực tiếp vào trong nước ngầm.
Một phần lượng nước thấm xuống sẽ được giữ lại trong những tầng đất nông, ở đó nó có thể chảy vào sông nhờ thấm qua bờ sông. Một phần nước thấm xuống sâu hơn, bổ sung cho các tầng nước ngầm. Nếu tầng nước ngầm nông hoặc đủ độ rỗng để cho phép nước chảy tự do qua nó, con người có thể khoan các giếng trong tầng nước ngầm này và sử dụng nước cho những mục đích của mình. Nước ngầm có thể di chuyển được những khoảng cách dài hoặc được trữ lại trong tầng nước ngầm trong một thời gian dài trước khi quay trở lại bề mặt hoặc qua thấm vào các thủy vực khác, như thấm vào các sông và đại dương.
Khi nước mưa thấm vào trong tầng đất sát mặt, nó hình thành vùng không bão hoà và vùng bão hoà. Trong vùng không bão hoà, nước tồn tại trong các lỗ rỗng của lớp đá bên dưới mặt đất, nhưng tầng đất chưa đạt tới trạng thái bão hoà. Phần phía trên của tầng không bão hoà là vùng đất. Vùng đất này có không gian phân bố được tạo ra từ rễ cây trồng, nước mưa có thể thấm vào tầng này. Cây trồng sử dụng nước trong tầng đất này. Bên dưới vùng không bão hoà là vùng bão hoà, ở đây nước chứa đầy trong các khe rỗng giữa các phần tử đất và đá. Có thể khoan giếng trong vùng này và bơm nước lên.

### Lưu lượng nước ngầm
Lượng nước mà ta không thể nhìn thấy được - nước ngầm (nước tồn tại và di chuyển trong lòng đất) - chiếm một lượng rất lớn so với lượng nước ta có thể nhình thấy được. Nước ngầm đóng góp lớn cho dòng chảy sông ngòi của nhiều con sông. Con người đã sử dụng nước ngầm từ hàng ngàn năm nay và vẫn đang tiếp tục sử dụng nó hàng ngày, phần lớn cho nhu cầu nước uống và nước tưới. Cuộc sống trên Trái Đất phụ thuộc vào nước ngầm cũng giống như là nước bề mặt.
Nước ngầm chảy bên dưới mặt đất.
Một phần lượng mưa rơi trên mặt đất và thấm vào trong đất trở thành nước ngầm. Phần nước chảy sát mặt sẽ lộ ra rất nhanh khi chảy vào trong lòng sông, nhưng do trọng lực, một phần lượng nước tiếp tục thấm sâu vào trong đất.
Trong sơ đồ này, hướng và tốc độ di chuyển nước ngầm được tính thông qua các đặc trưng của tầng nước ngầm và lớp cản nước (ở đây nước khó chảy qua). Sự chuyển động của nước bên dưới mặt đất phụ thuộc vào độ thấm (nước thấm khó khăn hay dễ dàng) và khe rỗng của đá bên dưới mặt đất (số các khe hở trong vật liệu). Nếu các lớp đá cho phép nước chảy qua nó tương đối tự do thì nước ngầm có thể di chuyển được những khoảng cách đáng kể trong thời gian vài ngày. Nhưng nước ngầm cũng có thể thấm sâu hơn vào các tầng nước ngầm sâu ở đó nó sẽ mất hàng ngàn năm để di chuyển trở lại vào môi trường.

### Suối
Một tầng nước ngầm liên tục được bổ sung nước đến khi nước chảy tràn trên mặt đất, kết quả là hình thành các con suối. Các con suối có thể rất nhỏ, chỉ có nước chảy khi có một trận mưa đáng kể, đến các dòng suối lớn chảy với hàng trăm triệu gallon nước mỗi ngày.
Các con suối có thể hình thành trong bất kỳ loại đá nào, nhưng phần lớn chúng hình thành trong các loại đá vôi và đolomit, dễ dàng rạn nứt và hoà tan do mưa axit. Khi đá bị phá huỷ và hoà tan, các khoảng trống hình thành cho phép nước chảy qua. Nếu dòng chảy theo phương ngang, nó có thể chảy tới mặt đất, hình thành các con suối.
Nước suối không phải bao giờ cũng sạch.
Nước từ các suối thường sạch. Tuy nhiên, nước trong một vài con suối có thể có màu trà. Ảnh trên biểu diễn một con suối tự nhiên trong vùng Tây Nam Colorado. Nước suối có màu đỏ của sắt do nước ngầm tiếp xúc với khoáng sản trong lòng đất. Tại bang Florida, Mỹ, nhiều nguồn nước mặt chứa các axit ta-nanh tự nhiên từ các chất hữu cơ ở trong đất đá làm cho nước suối có màu. Lưu lượng của nước màu trong các suối chỉ ra rằng nước đang chảy nhanh trong các kênh dẫn rộng trong tầng nước ngầm mà không được lọc qua các vùng đá vôi.
Các suối nước nóng vẫn chỉ là suối thông thường nhưng nước tại đó ấm, một vài chỗ còn nóng như các con suối bùn đang sôi sùng sục ở Công Viên Quốc gia Yellowstone, Wyoming, Mỹ. Nhiều suối nước nóng xuất hiện ở những vùng gần núi lửa hoạt động, được bổ sung nước nóng do tiếp xúc với đá nóng sâu dưới bề mặt đất. Càng dưới sâu các tảng đá càng nóng hơn, và nếu nước dưới sâu bề mặt đất chảy tới một khe nứt rộng nó có thể tạo ra một dòng chảy lên lớp đất trên mặt, và tạo ra một suối nước nóng. Các suối nước ấm nổi tiếng vùng Georgia và suối nước nóng vùng Arkansas của Hoa Kỳ là các loại điển hình.

### Sự thoát hơi
Thoát hơi là quá trình nước được vận chuyển từ các rễ cây đến các lỗ nhỏ bên dưới bề mặt lá, ở đây nước chuyển sang trạng thái hơi và thoát vào khí quyển. Do đó, thoát hơi thực chất là bốc hơi của nước từ lá cây. Lượng nước bốc thoát hơi từ cây trồng ước tính chiếm khoảng 10% của hàm lượng nước trong khí quyển.
Thoát hơi thực vật là một quá trình không nhìn thấy được, khi nước đang bốc hơi trên bề mặt các lá cây, bạn không thể đi ra ngoài và nhìn thấy các lá cây đang bốc thoát hơi. Trong mùa phát triển của cây trồng, một lá cây sẽ bốc thoát hơi nước nhiều lần hơn trọng lượng của chính nó. Một mẫu Anh trồng ngô có thể bốc thoát hơi được khoảng 11.400 - 15.100 lít nước/ngày, và một cây sồi lớn có thể bốc hơi được 151.000 lít nước/năm.
Lượng nước bốc thoát hơi từ cây cối biến đổi lớn theo thời gian và không gian. Một số nhân tố tác động đến tốc độ bốc thoát hơi nước:
- Nhiệt độ:Tốc độ bốc thoát hơi tăng lên khi nhiệt độ tăng, đặc biệt trong mùa phát triển của cây trồng khi nhiệt độ không khí ấm hơn.
- Độ ẩm tương đối: Khi độ ẩm tương đối của không khí xung quanh cây trồng tăng thì tốc độ bốc thoát hơi giảm. Nghĩa là nước bốc hơi khi không khí khô dễ dàng hơn là trong không khí bão hoà ẩm.
- Gió và sự di chuyển của không khí: Sự di chuyển của các lớp không khí xung quanh một cây tăng lên làm cho bốc thoát hơi cũng tăng cao.
- Loại cây: Loại cây khác nhau sẽ thoát hơi nước với tốc độ khác nhau. Các loại cây sống trong vùng khô cằn thì thoát hơi ít hơn các loại cây khác. Ví dụ cây xương rồng để giữ lại lượng nước quý báu bằng cách giảm bớt sự thoát hơi hơn các cây trông khác.

### Lượng trữ nước ngầm
Một lượng lớn nước được trữ trong đất. Nước này vẫn tiếp tục chuyển động, có thể rất chậm, và nó vẫn là một phần của vòng tuần hoàn nước. Phần lớn nước ngầm là do mưa và lượng nước thấm từ lớp đất mặt. Tầng đất phía trên là vùng không bão hoà, trong tầng này lượng nước thay đổi theo thời gian, mà không làm bão hoà tầng đất. Bên dưới lớp đất này là vùng bão hoà, tất cả các khe nứt, các ống mao dẫn, và các khoảng trống giữa các phân tử đá được lấp đầy nước. Thuật ngữ "nước ngầm" được dùng để mô tả cho khu vực này. Một thuật ngữ khác của nước ngầm là "bể nước ngầm". Bể nước ngầm là kho chứa nước ngầm khổng lồ và con người khắp nơi trên thế giới phụ thuộc vào nước ngầm trong cuộc sống hàng ngày.
Cách hay nhất để hiểu được khái niệm đất bão hoà nước tại một độ sâu nhất định nào đó là đào một cái hố tại một bãi biển, nếu sự thấm diễn ra vừa đủ để còn giữ lại nước. Mực nước trong hố là mực nước ngầm. Biển ở phía phải của hố, mực nước trong hố bằng với mực nước biển. Tất nhiên, mực nước trong hố đào cũng lên xuống từng phút theo sự lên xuống của thủy triều.